# Lauthausen
Lauthausen ist ein Ortsteil der Stadt Hennef (Sieg) im Rhein-Sieg-Kreis, Nordrhein-Westfalen.

## Lage
Lauthausen liegt eingegrenzt zwischen dem Bödinger Berg und der Sieg an deren nördlichem Ufer. Durch den Ort führte früher die alte Römerstraße von Hennef-Warth über den Nutscheid, die als Verbindungsweg zwischen dem Rheinland und dem Siegerland zwar eine große Bedeutung hatte, aber mit dem Bau der Eisenbahnlinien im Siegtal und im Bröltal ihre Bedeutung weitestgehend verlor. Heute ist die Hauptdurchgangsstraße die Kreisstraße 36.

## Geschichte
Die erste Besiedelung erfolgte etwa um 800 beginnend. Erstmals urkundlich erwähnt wurde das Dorf als Ludenhausen im Jahre 1311.
Der Namensbestandteil Laut entstand aus Luden und weist auf den damals gebräuchlichen Namen „Ludo“ hin. Der Namensteil hausen deutet auf eine sächsische Siedlung aus mehreren Häusern hin. Demnach steht Lauthausen für Bei den Häusern des Ludo.
Lauthausen war im Mittelalter eine eigene Honnschaft und gehörte zum Kirchspiel Eigen. Nachdem die Honnschaft Bödingen Lauthausen zugeschlagen wurde, gehörten außerdem folgende Ortschaften zur Honnschaft: Auelsheck, Berg, Driesch, Halberg, Kningelthal, Niederhalberg, Oberauel und Oberhalberg.
Lauthausen und die umliegenden Ortschaften gehörten bis 1806 zum Amt Blankenberg im Herzogtum Berg und bis 1813 zum gleichnamigen Großherzogtum. 1808 wurde Lauthausen Sitz einer Mairie im Kanton Hennef und gehörte zum Département Rhein.

### Gemeinde Lauthausen
Nach den auf dem Wiener Kongress abgeschlossenen Verträgen, kam die Region an das Königreich Preußen. Unter der preußischen Verwaltung war die Gemeinde Lauthausen dem Verwaltungsbezirk der Bürgermeisterei Lauthausen zugeordnet, welche Teil des Kreises Uckerath im Regierungsbezirk Köln war. Nach der Auflösung des Kreises Uckerath (1820) kam die Gemeinde Lauthausen zum Kreis Siegburg (1825 umbenannt in Siegkreis). Zur Bürgermeisterei Lauthausen gehörten auch die Gemeinden Altenbödingen, Braschoß und Happerschoß.
Zur Gemeinde Lauthausen gehörten 1885 auch die Ortschaften Berg, Bödingen, Driesch, Halberg, Kningelthal, Lauthausen, Niederhalberg, Oberauel, Oberhalberg und Oppelrath.
In der Gemeinde lebten im Jahr 1885 618 Einwohner in 140 Wohngebäuden; alle waren katholisch und gehörten zur Pfarrei Bödingen. Die Gemeinde hatte eine Fläche von 605 ha, davon 299 ha Acker-, 42 ha Wiesen- und 178 ha Waldfläche.
1933 lebten 569 Einwohner in der Gemeinde 1939 waren es 569 Personen.
Am 1. Oktober 1956 wurde die Gemeinde Lauthausen durch die Eingliederung der bisherigen Gemeinden Altenbödingen und Happerschoß eine amtsfreie Gemeinde. Sie umfasste den größten Teil der ursprünglichen Bürgermeisterei, 1927 in Amt Lauthausen umbenannt. Im Rahmen der kommunalen Neugliederung des Raumes Bonn wurde zum 1. August 1969 die Gemeinde Lauthausen aufgelöst. Die überwiegende Teil der zugehörenden Ortschaften wurden der gleichzeitig neu gebildeten Gemeinde Hennef (Sieg) zugeordnet.

### Einwohnerentwicklung
Aufgrund von Volkszählungsergebnissen hatte die Gemeinde Lauthausen mit den zugehörenden Ortschaften folgende Einwohnerzahlen:
| Jahr | Einwohner |
| ---- | --------- |
| 1816 | 590       |
| 1843 | 736       |
| 1871 | 593       |
| 1905 | 508       |
| 1950 | 737       |
| 1961 | 3705      |

## Kapelle

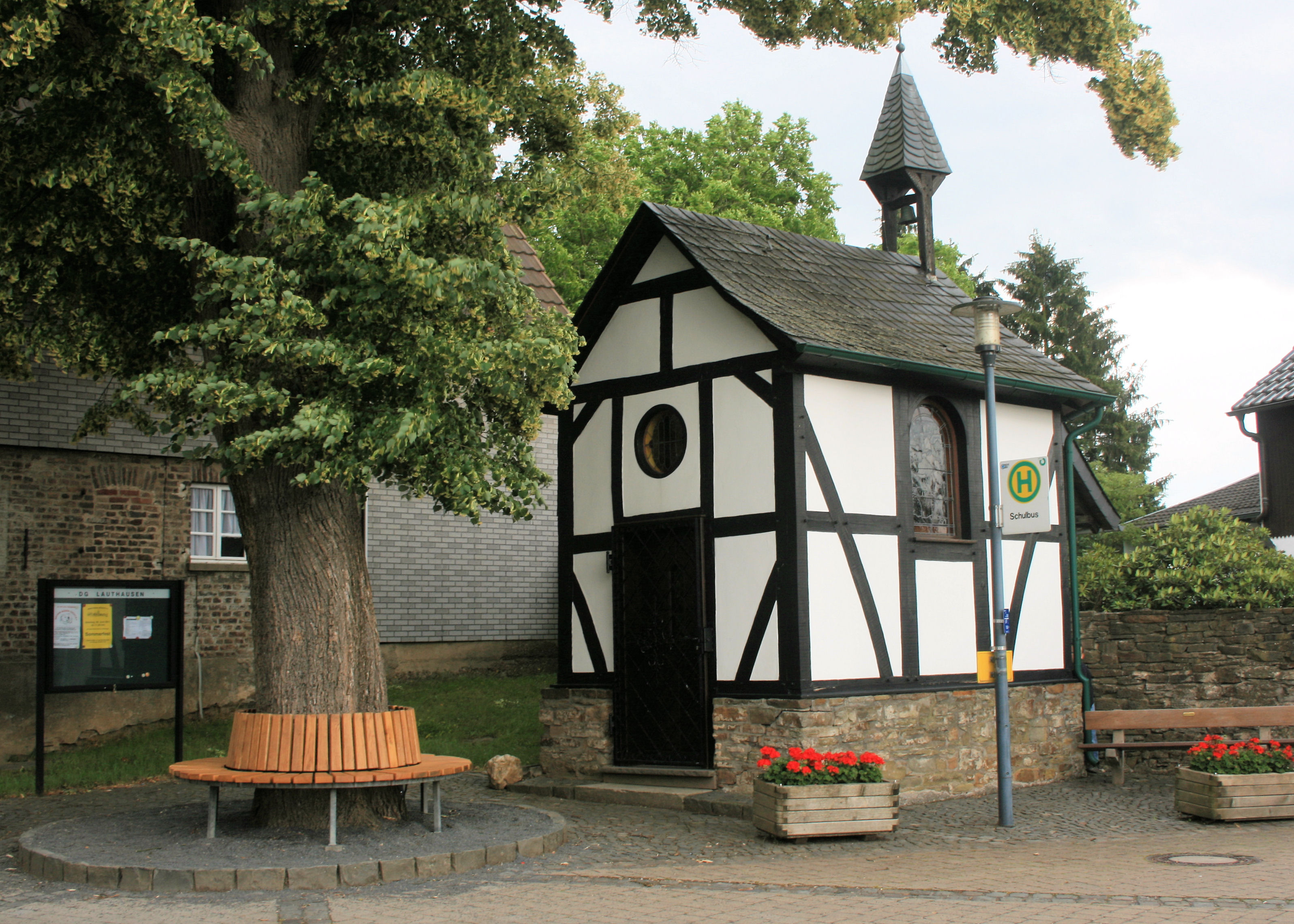
Die Kapelle in Lauthausen

Die Kapelle in Lauthausen ist ein Fachwerkbau mit kleinem Dachreiter. Sie ist dem heiligen Josef gewidmet und heißt folgerichtig Kapelle Sankt Josef. Nach dem Ersten Weltkrieg wurde das ursprünglich eingebrachte Holzkreuz wegen Zerfalls entfernt, der Lehmfußboden mit Steinplatten bedeckt und ein Steinaltar errichtet.
Nach Granatbeschuss im Zweiten Weltkrieg musste die Kapelle repariert werden, außerdem wurde für die fünf Gefallenen des Ortes ein Gedenkstein errichtet. 1965 mussten die Nachkriegsarbeiten nochmals fachmännisch nachgebessert werden, wobei auch Fußboden und Dach erneuert wurden. Nach diesen Arbeiten wurde die Kapelle neu eingeweiht und Josef dem Arbeiter gewidmet, zu dessen Gedenktag hier in jedem Jahr am 1. Mai eine Heilige Messe abgehalten wird. Daran anschließend veranstaltet die Dorfgemeinschaft Lauthausen rund um die Kapelle ein Dorffest: das Lauthauserner Maifest.
Siehe auch
- Liste der Baudenkmäler in Hennef (Sieg)
- Liste der Kirchen und Kapellen in Hennef (Sieg)

## Sonstiges
Am Selbach wurde 1870 die Brauerei Land gegründet, die ihr Bier in einem Eiskeller kühlte und auch die Nachbargemeinden belieferte. Sie bestand bis 1940.
Der Ort verfügt über einen Sportplatz, einen städtischen Spielplatz und mehrere Campingplätze an der Sieg. Dagegen gibt es hier keine Kindertagesstätte (die nächste ist in Bödingen), keine Schule (die nächstgelegene Grundschule ist in Happerschoß) und keine Kirche (der Ort gehört zur Pfarrgemeinde Bödingen).
Zu den als Baudenkmal geschützten Objekten zählen die sieben Heiligenhäuschen, die am nach Bödingen verlaufenden Stationsweg stehen.
Die Lauthausener Dorfgemeinschaft organisiert in jedem Jahr an Heiligabend ein offenes Weihnachtssingen an der Josefskapelle in der Ortsmitte. Dabei werden gemeinsam und mit musikalischer Begleitung bekannte Weihnachtslieder gesungen.
Lauthausen ist an das Busnetz der Stadt Hennef über die Linie 532 der RSVG angebunden. Diese verkehrt tagsüber an Werktagen stündlich, an Wochenenden und an Feiertagen alle zwei Stunden. Zusätzlich sind außerhalb der Schulferien auch spezielle Linien im Einsatz, um die Anbindung verschiedener Hennefer Schulen zu ermöglichen. Der nächstgelegene Bahnhof ist Blankenberg (Sieg) an der Siegstrecke, unterhalb von Stadt Blankenberg gelegen.